# إيفان كيسيل
إيفان كيسيل (بالروسية: Кисель, Иван Викторович)‏ هو لاعب كرة قدم بيلاروسي في مركز الوسط، ولد في 28 مايو 1998 في مينسك في بيلاروس. شارك مع منتخب روسيا البيضاء تحت 17 سنة لكرة القدم ومنتخب روسيا البيضاء تحت 19 سنة لكرة القدم. أما مع النوادي، فقد لعب مع باتي بوريسوف.

## وصلات خارجية
- إيفان كيسيل على موقع قاعدة بيانات كرة القدم.إي يو (الإنجليزية)
- إيفان كيسيل على موقع Soccerway.com (الإنجليزية)